# دانشگاه آزاد اسلامی واحد کرمانشاه
دانشگاه آزاد اسلامی واحد کرمانشاه یکی از واحدهای جامع دانشگاه آزاد اسلامی است که در سال ۱۳۶۷ در شهر کرمانشاه تأسیس شده‌است. این واحد بزرگ‌ترین واحد دانشگاه آزاد اسلامی در منطقۀ غرب ایران است. در این واحد دانشگاهی دانشکده‌های تحصیلات تکمیلی، ادبیات و علوم انسانی، تربیت بدنی و علوم ورزشی، مهندسی کشاورزی، حقوق و علوم سیاسی، علوم پایه، فنی و مهندسی، مهارت و کارآفرینی، تعلیم و تربیت اسلامی، بین‌الملل و دانشکدۀ علوم پزشکی مشغول فعالیت هستند.
این دانشگاه دارای همۀ مقاطع کاردانی، کارشناسی، کارشناسی ارشد و دکترا است. این واحد همچنین از سال ۱۳۹۷ با اخذ مجوز پذیرش دانشجو از کشورهای دیگر به عنوان یک دانشگاه بین‌المللی شناخته‌شد و پذیرش دانشجوی خارجی را آغاز کرد.
در سال‌های ۹۶ و ۹۸، دانشکدۀ علوم پزشکی آزاد کرمانشاه با همکاری پردیس بین‌المللی دانشگاه علوم پزشکی کرمانشاه، اقدام به بورسیۀ تحصیلی و مالی دانشجویان نخبه، در رشته‌های پزشکی و داروسازی کرده‌است.

## دانشکده‌ها و پژوهشکده‌ها
- دانشکدۀ علوم پزشکی[۴]
- دانشکدۀ حقوق و علوم سیاسی
- دانشکدۀ فنی و مهندسی[۵]
- دانشکدۀ علوم پایه
- دانشکدۀ کشاورزی
- دانشکدۀ ادبیات و علوم انسانی
- دانشکدۀ تربیت بدنی
- دانشکدۀ تحصیلات تکمیلی
- دانشکدۀ سما کرمانشاه[نیازمند منبع]
- دانشکدهٔ  تعلیم و تربیت اسلامی
- دانشکده بین الملل

## رؤسا
- عزت‌الله فرشادفر، مؤسس واحد کرمانشاه (۱۳۶۷–۱۳۷۱)
- علی مرادی (۱۳۷۱–۱۳۷۲)
- محمدباقر قلی‌وند (۱۳۷۲–۱۳۸۰)
- سید داوود فهمی (۱۳۸۰–۱۳۸۴)
- مهدی صفدری (۱۳۸۴–۱۳۸۶)
- کیوان قدرتی (۱۳۸۶–۱۳۸۹)
- نوذر قنبری (۱۳۸۹–۱۳۹۱)
- کیوان قدرتی (۱۳۹۱–۱۳۹۲)
- نوذر قنبری (۱۳۹۲–۱۳۹۶)
- محمدرضا حبیبی (۱۳۹۶–۱۳۹۸)
- جهانشیر امینی (۱۳۹۸)
- فرهاد گلمحمدی (۱۳۹۸–۱۴۰۲)
- افشین غنی‌زاده (۱۴۰۲–۱۴۰۳)
- مسعود باغفلکی (۱۴۰۳-تاکنون)[۶]

## رتبه
براساس رده‌بندی سایماگو، دانشگاه آزاد اسلامی واحد کرمانشاه در رتبۀ دوم واحدهای دانشگاه آزاد کشور قرار گرفت.
به گزارش ایسنا منطقه کرمانشاه، دکتر نوذر قنبری رئیس وقت دانشگاه آزاد اسلامی واحد کرمانشاه از صعود واحد کرمانشاه بر اساس آخرین رده‌بندی مؤسسه نوآوری و فناوری سایماگو اسپانیا در سال ۲۰۱۷ خبرداد و گفت: رتبه ۶۰۱ در میان چهار هزار دانشگاه جهان و دوم دانشگاه‌های آزاد اسلامی را کسب کرده‌ایم.
به گفتۀ وی مؤسسه نوآوری و فناوری سایماگو اسپانیا هر ساله به بررسی و رده‌بندی دانشگاه‌های جهان بر اساس شاخص‌های ترکیبی می‌پردازد. این مؤسسه (www.scimagoir.com) داده‌های خود را از اسکوپوس می‌گیرد و مقالات منتشرشده در مجلات معتبر علمی را مورد بررسی قرار می‌دهد و بر اساس سه شاخص اصلی اهمیت علمی پژوهشی مقالات، میزان تأثیرگذاری، نوآوری و میزان ارجاعات ملی و جهانی به سایت دانشگاه رتبه‌بندی خود را انجام می‌دهد. 
به گفتۀ وی در گزارش اخیر این مؤسسه که در سایت www.scimagoir.com نیز آمده دانشگاه آزاد اسلامی واحد کرمانشاه با صعود ۶۳ پله‌ای نسبت به سال ۲۰۱۶ رتبۀ ۶۰۱ جهانی در سال ۲۰۱۷ و همچنین رتبۀ ۲۷ ملی را کسب کرده که می‌توان گفت دانشگاه‌های دولتی و معتبر غرب کشور در این رتبه‌بندی پس از واحد کرمانشاه قرار گرفته‌اند و در بین دانشگاهای آزاد اسلامی سراسر کشور، واحد کرمانشاه رتبهٔ دوم پس از واحد علوم و تحقیقات تهران را به خود اختصاص داده‌است.

## تاریخچه دانشگاه

### تشکیل دانشگاه آزاد اسلامی
دو سال پس از حوادث موسوم به انقلاب فرهنگی ایران در روز ۳۱ اردیبهشت ماه سال ۱۳۶۱ علی‌اکبر هاشمی رفسنجانی در خطبۀ نماز جمعه تهران برای اولین بار از طرحی به نام دانشگاه آزاد اسلامی سخن گفت. وی پیش از آن برای تأسیس این دانشگاه به همراه عبدالله جاسبی اقداماتی انجام داده‌بود.
در آذر ماه همان سال اساسنامه دانشگاه نوشته شد که بر اساس آن دانشگاه مؤسسه عام‌المنفعه‌ای معرفی گرید که همه هزینه‌های آن صرف امور مربوط به دانشگاه می‌شود.
اولین آزمون ورودی دانشگاه در اسفند ۱۳۶۱ با شرکت ۳۲ هزار داوطلب در شاهرود، اهواز، تبریز، تهران، رشت، زاهدان، کرمان، مشهد و یزد برگزار شد و حدود ۳ هزار نفر در رشته‌های راه و ساختمان، برق، مکانیک، فیزیک، ریاضی، شیمی، صنایع فلزی، نساجی و حسابداری پذیرفته شدند.
بر اساس اساسنامۀ دانشگاه، «شورای عالی دانشگاه» عالی‌ترین مرجع تصمیم‌گیری در این دانشگاه محسوب می‌شود. اعضای این شورا شامل: هیئت مؤسس یا نمایندگان ثابت آن‌ها، نمایندۀ رهبر، نمایندۀ جامعه مدرسین حوزۀ علمیه قم یا نمایندۀ جامعه روحانیت مبارز، وزیر فرهنگ و آموزش عالی یا نماینده ثابت او، نمایندۀ ثابت ستاد انقلاب فرهنگی (شورای عالی انقلاب فرهنگی کنونی) یا جانشین قانونی ستاد انقلاب فرهنگی و رئیس دانشگاه است.
مدیریت دانشگاه آزاد اسلامی توسط ریاست عالیۀ آن انجام می‌شود. ریاست عالیه دانشگاه آزاد اسلامی توسط هیئت مؤسس و هیئت امنا تعیین می‌گردد.
دانشگاه آزاد اسلامی همانند دیگر مؤسسات آموزشی در ایران، زیر نظر شورای عالی انقلاب فرهنگی فعالیت می‌کند. نوع مدرک اعطایی به فارغ‌التحصیلان این دانشگاه، به صورت مستقل و (با قید محل تحصیل) از طرف دانشگاه آزاد اسلامی اعطا می‌گردد.

## کتابخانه مرکزی دانشگاه

### تأسیس
به عنوان زیرمجموعه حوزه معاونت پژوهش و فناوری در راستای فراهم نمودن بستر مناسب در امر تحقیق و پژوهش برای دانشجویان و استادان در سال ۱۳۶۷ همزمان با تأسیس دانشگاه در یک ساختمان استیجاری واقع در میدان جمهوری اسلامی فعالیت خود را با ۵۰۰ جلد کتاب در یک فضای ۱۲ متری آغاز نمود. بااحداث ساختمان فاز یک دانشگاه واقع در باغ نی در سال ۱۳۷۲، کتابخانه به یک فضای ۲۴ متری منتقل گردید. سپس با مستقل شدن حوزه معاونت پژوهش و فناوری در سال ۱۳۷۸ و با احداث ساختمان فاز دو مساحتی به متراژ ۷۲۰ متر مربع به ساختمان کتابخانه اختصاص یافت. در سال ۱۳۸۳ با راه اندازی دانشکده ادبیات دو در مجتمع امام خمینی واقع در انتهای شهرک متخصصین فضایی به متراژ ۵۵۰ متر مربع دیگر نیز به ساختمان کتابخانه افزوده گردید و در حال حاضر با راه‌اندازی ساختمان مرکزی کتابخانه که در آذرماه سال ۱۳۸۷ مورد بهره‌برداری قرار گرفته‌است با مساحت ۴۰۰۰ متر مربع در سه طبقه به عنوان بزرگترین کتابخانه دانشگاهی در غرب کشور آماده ارائه خدمات به مراجعین محترم می‌باشد.
در حال حاضر عباس قماشی عهده‌دار سمت مدیریت کتابخانه دانشگاه آزاد اسلامی کرمانشاه می‌باشند. فهرست‌نویسی کتاب‌ها با استفاده از نظام رده‌بندی کتابخانه کنگره است. فرایند فهرست‌نویسی به صورت رایانه‌ای و با استفاده از نرم‌افزار تحت وب سیمرغ انجام می‌گیرد.
بخش مخزن کتابخانه در طبقه همکف کتابخانه قرار دارد. مخزن کتابخانه مجموعه‌ای از کتاب‌های چاپی فارسی، لاتین و عربی را در خود جای داده‌است. سیستم مخزن بسته بوده کتاب‌ها پس از طی مراحل ثبت، فهرست‌نویسی و آماده‌سازی بر اساس رده‌بندی کنگره در قفسه‌ها جای می‌گیرند.
بخش مرجع که در طبقه همکف ساختمان کتابخانه قرار دارد. منابع بخش مرجع شامل دائرةالمعارف‌ها، لغت نامه‌ها، زندگی‌نامه‌ها، کتابشناسی‌ها و … می‌باشند. منابع این قسمت به صورت حضوری در اختیار اعضا قرار می‌گیرد و قابل امانت نمی‌باشد.

وظیفۀ اصلی میز امانات سرویس‌دهی به مراجعان اعم از اعضای هیئت علمی، دانشجویان، کارکنان دانشگاه و راهنمایی آن‌ها با رعایت قوانین و مقررات کتابخانه. سیستم مخزن کتابخانه از نوع بسته می‌باشد و مراجعان با استفاده از سیستم جستجوی رایانه‌ای کتابخانه منابع و اطلاعات مورد نیاز خود را بازیابی می‌نمایند.
بخش نشریات و پایان‌نامه‌ها در طبقه دوم ساختمان کتابخانه واقع شده‌است. این بخش شامل پایان‌نامه‌ها و نشریات ادواری فارسی و لاتین و مجلات اعم هفته نامه، ماهنامه، فصلنامه، گاهنامه و … می‌باشد. این بخش به صورت سیستم قفسه باز اداره می‌شود و منابع این بخش غیرقابل امانت بوده و منابع این بخش به صورت حضوری در اختیار اعضا قرار می‌گیرد.
بخش مرمت و صحافی وظیفه دارد کتاب‌هایی را که بر اثر استفاده به لحاظ ظاهری مخدوش شده‌است را صحافی نماید. صحافی در این بخش به صورت مکانیزه می‌باشد.

### خدمات کتابخانه
کلیه دانشجویان، کارکنان، و استادان دانشگاه آزاد و همچنین استادان حق‌التدریس و دانشجویان مهمان مجاز به استفاده از کتابخانه می‌باشند. ساعت کار کتابخانه از هشت صبح الی سه بعد از ظهر می‌باشد. سالن مطالعه داری دو سالن مطالعه مجزا برای خانم‌ها و آقایان می‌باشد.

## پذیرش دانشجوی خارجی و تبدیل به واحد بین‌المللی
پذیرش دانشجوی خارجی در دانشگاه آزاد اسلامی واحد کرمانشاه از سال ۱۳۹۷ و با جذب ۵ دانشجو از کشور عراق آغاز شد. تعداد دانشجویان خارجی در سال‌های آینده افزایش پیدا کرد و در سال ۱۳۹۹ به ۸۰۰ نفر رسید. در این سه سال امکان پذیرش دانشجو تنها از کشور عراق میسر بود و تمامی دانشجویان خارجی دانشگاه آزاد کرمانشاه از شهروندان کشور عراق بودند. با این وجود وزارت علوم، تحقیقات و فناوری از بهمن ۱۳۹۹ به صورت رسمی مجوز جذب دانشجو از بقیهٔ کشورهای خارجی را نیز به دانشگاه آزاد کرمانشاه اعطا کرد.

## دانشکده‌های مهارتی
دانشگاه آزاد اسلامی طرحی را به نام «طرح مطالعه آمایش آموزش عالی» در سراسر ایران اجرا می‌کند که بر اساس آن استان کرمانشاه به سه ناحیۀ مرکز، شرق و غرب تقسیم شده و برای هریک از این سه ناحیه سندهای علمی-پژوهشی، علمی-مهارتی و علمی-فناوری مجزا تدوین شده‌است. بر اساس اهداف این طرح، در دانشگاه آزاد اسلامی واحد کرمانشاه دانشکده‌ها با اهداف مهارتی برنامه‌ریزی می‌شوند. در ابتدای سال تحصیلی ۱۴۰۰-۱۴۰۱ اعلام شد که دو دانشکده در واحدهای کرمانشاه و اسلام‌آبادغرب با رویکرد مهارتی فعالیت خود را جهت‌دهی می‌کنند و در راستای اهداف طرح مطالعۀ آمایش آموزش عالی ۶ رشتۀ جدید نیز در این دو دانشکده راه‌اندازی شده‌است. بر این اساس رشته‌های کاردانی فنی آسانسور و پله‌برقی، برق و الکترونیک نیروگاه، فنی برق–برق مترو و نقشه‌کشی صنعتی در مقطع کاردانی ناپیوسته در دانشکدۀ مهارتی کرمانشاه، و رشته‌های کاردانی حرفه‌ای حسابداری-حسابرسی و کاردانی ناپیوستۀ حقوق–حقوق ثبتی در واحد اسلام‌آبادغرب راه‌اندازی شده‌است.